# Planchado de senos
Se denomina planchado de senos a la práctica de masajear y golpear con objetos calientes los pechos de mujeres pubescentes con el objetivo de retrasar e incluso detener el aumento de tamaño propio de su desarrollo normal. Esta práctica, arraigada culturalmente en varios países de África Occidental, especialmente en Camerún, se justifica por parte de quienes la llevan a cabo por ser una forma de prevenir que la joven sea objeto de deseo sexual de los hombres a edades tempranas e incluso evitar posibles abusos sexuales al avanzar hacia su madurez sexual, aunque los datos no avalan esta teoría. Entre la comunidad rohinyá del Sudeste asiático, cuando la niña inicia su pubertad  se frota una moneda caliente sobre sus senos en un intento de evitar que se desarrollen en tamaño, sean atractivos para el hombre y esto derive en ataques sexuales.
El planchado de senos está desaconsejado para la salud física y psicológica por los daños que ocasiona en la afectada y múltiples organizaciones consideran la práctica como una vulneración de los derechos del niño y una forma de violencia contra la mujer y su libertad sexual.